# Taeniochromis holotaenia
Taeniochromis holotaenia är en fiskart som först beskrevs av Regan 1922.  Taeniochromis holotaenia ingår i släktet Taeniochromis och familjen Cichlidae. IUCN kategoriserar arten globalt som livskraftig. Inga underarter finns listade i Catalogue of Life.